# 見性院 (武田信玄女)
見性院（1545年—1622年6月17日），武田信玄次女，母親為三條夫人，本名不詳。嫁給信玄之姊與穴山信友之子穴山信君，生有一子勝千代。1575年，信君成為駿河國江尻城主，見性院隨之前往駿河國。不過因為武田家的繼承問題，信君與見性院對勝賴有所不滿，最後在天目山之戰時背叛勝賴，武田家遂走向滅亡之道。
1582年武田家滅亡後，不久信君與德川家康一同到堺遊覽時，遇上本能寺之變，京畿大亂，信君在與家康要回駿河的途中被山城國宇治田原的土民襲擊殺害。之後見性院受到家康的保護，但1587年時，她的獨生子勝千代也夭折了。
見性院希望能夠復興武田家，於是請求讓家康的第五個兒子繼承武田家，此子即為武田信吉，他的母親下山殿是武田家臣秋山虎康之女，也是信君的養女。不過，信吉後來也很年輕就過世了。
家康在正式進入關東後，賜給見性院武藏國大牧之里六百石，從此見性院就住在江戶。之後二代將軍德川秀忠因側室阿靜生子幸松，就由其乳母大姥局將阿靜母子交給見性院收留。見性院將幸松養到七歲時，再轉交給保科正光做養子。
見性院死後葬在埼玉縣埼玉市綠區的清泰寺，法名「見性院殿高嶺妙顯大姊」。